# Francesco De Nicola
Francesco De Nicola (Musellaro, 24 ottobre 1882 – Napoli, 29 gennaio 1961) è stato un pittore, scultore e maestro d'arte italiano.

## Biografia
Francesco De Nicola nasce il 24 ottobre 1882 a Musellaro, da Luigi De Nicola, un segretario comunale, e Pasqualina Zoppa.
Molto giovane, si trasferì da Musellaro a Napoli per iniziare i suoi studi presso l'Accademia di Belle Arti di Napoli e qui si specializzò nel dipinto di figura, trattando quasi esclusivamente l'immagine femminile. Studiò con Michele Cammarano, tanto da diventare il suo allievo preferito, poi con Vincenzo Volpe e Paolo Vetri.
In questi anni conosce Angelo Brando, altro artista della scuola napoletana. Divennero prima colleghi, poi grandi amici e infine cognati, avendo sposato due sorelle Eugenia e Maria Tauro.
Proprio a Napoli conosce sua moglie Maria Tauro, che sposa il 28 ottobre 1914 e dalla quale ha quattro figli: Angelo, Giuseppe, Luigi e Aurelia. Tra questi Luigi eredita la sua vena artistica, laureandosi in architettura e diventando poi pittore e disegnatore.
Il De Nicola visse con la sua famiglia in un attico nel centro storico di Napoli ancora oggi esistente in via San Liborio 23. In quella abitazione compose la maggior parte delle sue opere. Dalle balconate del suo attico fotografa con la pittura la vista sul Golfo. Dalle finestre della sua casa riprendeva a mano libera i piccioni che proprio sui tetti adiacenti della Napoli storica, creavano i loro nidi. I suoi famosi "colombi" vengono riprodotti dal vivo in tante combinazioni e nelle pose più svariate. In questo caso l'uso dei pastelli dai colori tenui e delicati prevalgono, rendendo la visione dei suoi disegni rilassante. La sua casa diventa nel fine '800 e per il resto della sua vita un punto di incontro per modelle e artisti della scuola napoletana degli inizi del '900.
I nudi di donna del De Nicola rimangono oggi le opere maggiori e di particolare valore.
Il De Nicola diviene figurista espressivo e sensibile e tratta di preferenza il nudo all'aperto. È inoltre buon colorista, corretto e sicuro disegnatore. 
Dall'ampia richiesta dei suoi lavori proveniente dalle nobili famiglie napoletane e non solo, agli inviti a partecipare alle grandi mostre organizzate da enti culturali. Le tante  vittorie a concorsi di pittura, scultura e disegno. I riconoscimenti di colleghi, esperti d'arte e proprietari di Gallerie.
I suoi affreschi ancora si possono ammirare nella Chiesa di San Pietro ad Aram a Napoli e nella Concattedrale di Maria Santissima Assunta di Castellammare di Stabia (NA).
Muore a Napoli il 29 gennaio 1961. Le spoglie sono tumulate accanto a quelle della sua adorata moglie, nel Cimitero di Poggioreale, nella Cappella degli Artisti e degli Uomini Illustri.

## Stile e opere
Mentre negli espressivi ritratti si colgono finezze decorative che richiamano le atmosfere dell'ambiente romano d'inizio secolo, nei numerosi nudi colti in esterni, più di frequente in interni essenziali, la sua arte è tutta affidata al prezioso disegno e al raffinato colore di corpi fascinosi, accarezzati dalla luce. 
I suoi nudi a olio, a tempera e a pastello colpiscono per la loro finezza e la levità di espressione.
Ha partecipato a varie esposizioni comprese quelle della Promotrice "Salvator Rosa" di Napoli, dove nel 1911 espose la tela Nostalgia. Altri lavori: Sala luce; Contr'ora, quest'ultima fu premiata con la medaglia d'oro piccolo conio del Regio Istituto d'Incoraggiamento di Napoli e acquistata da Vittorio Emanuele III.
Poi ancora Margherita, esposto a Roma nel 1908; Rimembranze, alla Quadriennale di Torino pur nel 1908; alla Mostra di Rimini del 1909 inviò tre lavori. Alla Primaverile Fiorentina del 1922 espose La spina (olio); Lucia e Ida (disegno).

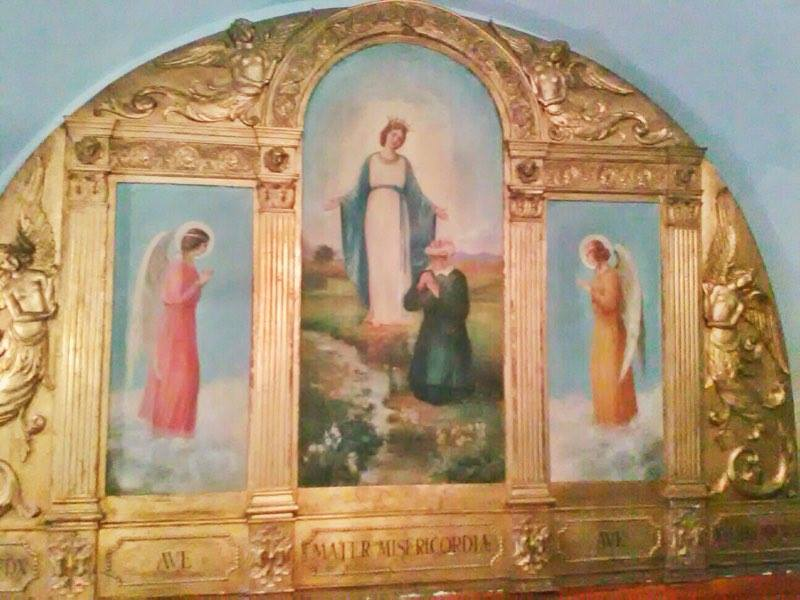
Trittico della Madonna della Misericordia (anno 1925), cappella privata scuola materna di Castel Frentano (Ch)

## Opere principali
- Trittico della Madonna della Misericordia con Angeli (1925), Castel Frentano, cappella privata della scuola materna A.R. Caporali

- Sala luce
- Contr'ora
- Margherita (esposto a Roma nel 1908)
- Rimembranze (alla Quadriennale di Torino pur nel 1908)
- La spina (esposta alla Primaverile Fiorentina del 1922)
- Lucia e Ida (disegno)
- Ritratto di donna sul divano
- Nostalgia
- Coppia di colombi
- Ritratto alla nuora Maria Palomba
- Nudo e natura morta
- Nudo di donna sul cuscino
- Nudo di donna che dorme
- Ritratto alla moglie Maria Tauro
- Pensosa
- Attesa dolce
- Il lavoro
- La studentessa
- Sguardo indagatore
- Pensiero
- Lettura
- Devota
- Anelito
- Chioma folta
- La collana

I suoi affreschi si possono ammirare nella Basilica di San Pietro ad Aram a Napoli.